# Кюрдамир
Кюрдамир (азерб. Kürdəmir) — город, административный центр Кюрдамирского района Азербайджана. Город расположен на Кура-Аракской низменности, на левом берегу реки Куры. Расстояние между Баку и Кюрдамиром составляет 189 км.

## История
Кюрдамир был основан в 1730 году. Во время исследований, выяснилось, что Кюрдамир был одним из селений района Бёлюкат, который был частью Ширванского ханства, возникшего после смерти Надир-шаха в 1747 году. В 1821 году Кюрдамир был одним из 10 деревень входящих в состав района Бёлюкат. Поселение и кладбище Гаратапа на территории села Сыгырлы относятся к средневековью. Памятники имеют важное археологическое историческое значение. Предполагается, что поселение «Танга» в IX—XI веках, расположенное на территории села Арабгубали — остатки города Ширван.
Существуют несколько версий о происхождении названия Кюрдамир. По одной из них топоним Кюрдамир означает «смелый Дамир» или отважный Дамир (на ширванском диалекте слово Кюр означает смелый, отважный, доблестный, а слово Дамир подразумевает лидера семи поселений, основанных в районе современного Кюрдамирского района), по другой версии — от Кюр Даймир («Кура не достигает»).
Село Кюрдамир входило в Геокчайский уезд Бакинской губернии и являлось одной из станций Закавказской железной дороги. Село стало ареной боевых действий во время наступления Кавказской исламской армии на Баку. Так 10-12 июня 1918 года вооружённые силы Баксовета выступили по направлению к Кюрдамиру и после короткого боя захватили этот населённый пункт, но уже 10 июля турецко-азербайджанские войска после трёхдневных боёв овладели им.

## Население
По Азербайджанской сельскохозяйственной переписи 1921 года в Кюрдамире одноимённого сельского общества Геокчайского уезда Азербайджанской ССР проживало 5912 человек (1501 хозяйство). Преобладающая национальность — тюрки-азербайджанцы.
По всесоюзной переписи населения 1989 года в Кюрдамире проживало 15 385 человек.
| Год  | Численность | Численность |
| ---- | ----------- | ----------- |
| 1926 | 1616        | [ 7 ]       |
| 1939 | 5869        | [ 8 ]       |
| 1959 | 10 440      | [ 9 ]       |
| 1970 | 13 314      | [ 10 ]      |
| 1979 | 14 844      | [ 11 ]      |
| 1989 | 15 385      | [ 12 ]      |

## Спорт
6 октября 2005 года Президентом Азербайджанской Республики Ильхамом Алиевым был заложен фундамент Олимпийского спортивного комплекса. 24 сентября 2008 года состоялась церемония открытия Олимпийского спортивного комплекса в Кюрдамире. Самыми популярными видами спорта являются борьба и волейбол.

## Климат
Средняя годовая температура воздуха составляет 15 °C, годовое количество осадков 250—300 мм, скорость ветра 2-3 м / с. Климат сухой субтропический.

## Кюрдамирское вино
Кюрдамирское вино — десертное ликерное красное вино из винограда сорта ширван шахи, который выращивается в Кюрдамирской зоне Азербайджана. Кюрдамирское вино вырабатывается с 1927. Цвет этого вина бывает тёмно-рубиновым. Состав: спирт 16 % об., сахар 23 г/100 см3. Вино выдерживается 3 года. Кюрдамирское вино удостоено 3 золотых и 4 серебряных медалей.. Упоминается в советском фильме «Место встречи изменить нельзя», в эпизоде с расследованием убийства Ларисы Груздевой.

## Транспорт
По территории района проходит 43 км дороги 3-й категории Агсу — Кюрдамир — Бахрамтепе, 42 км дороги 2-й категории Алят — Аджикабул — Кюрдамир и участок железной дороги Баку — Тбилиси, равный 44 км.